# Kepler-97c
Kepler-97c es un planeta extrasolar que forma parte un sistema planetario. Orbita la estrella denominada Kepler-97. Este planeta ha sido descubierto durante una velocidad radial de seguimiento de las estrellas observadas por Kepler de planetas candidatos de acogida. Aunque otros planetas en este sistema se descubrieron en tránsito, este no.